# Tropidia montana
Tropidia montana är en tvåvingeart som beskrevs av Hunter 1896. Tropidia montana ingår i släktet eldblomflugor, och familjen blomflugor. Inga underarter finns listade i Catalogue of Life.